# Замок Капітаново
Замок Капітаново — замок, розташований у селі Сцинавка-Середня у гміні Радків Клодзького повіту Нижньосілезького воєводства в Польщі. 

## Історія
Початки замка пов'язані з будівництвом донжона XIV століття, який є головною частиною комплексу. Протягом століть будівля зазнала значних перебудов, вже у XV столітті отримавши ще одну вежу, яка виконувала житлові функції, та закрите внутрішнє подвір’я. 
У XVI та першій половині XVII століття відбувалася подальша розбудова замка в дусі епохи Відродження. У період бароко він зазнав часткових декоративних змін. Об'єкт використовувався до 90-их років XX століття, а згодом був закинутим. Незважаючи на значні пошкодження, замок зберіг свій вигляд і в наш час доступний для відвідування туристами за згодою приватного власника, який здійснює його поступове відновлення. 

## Світлини

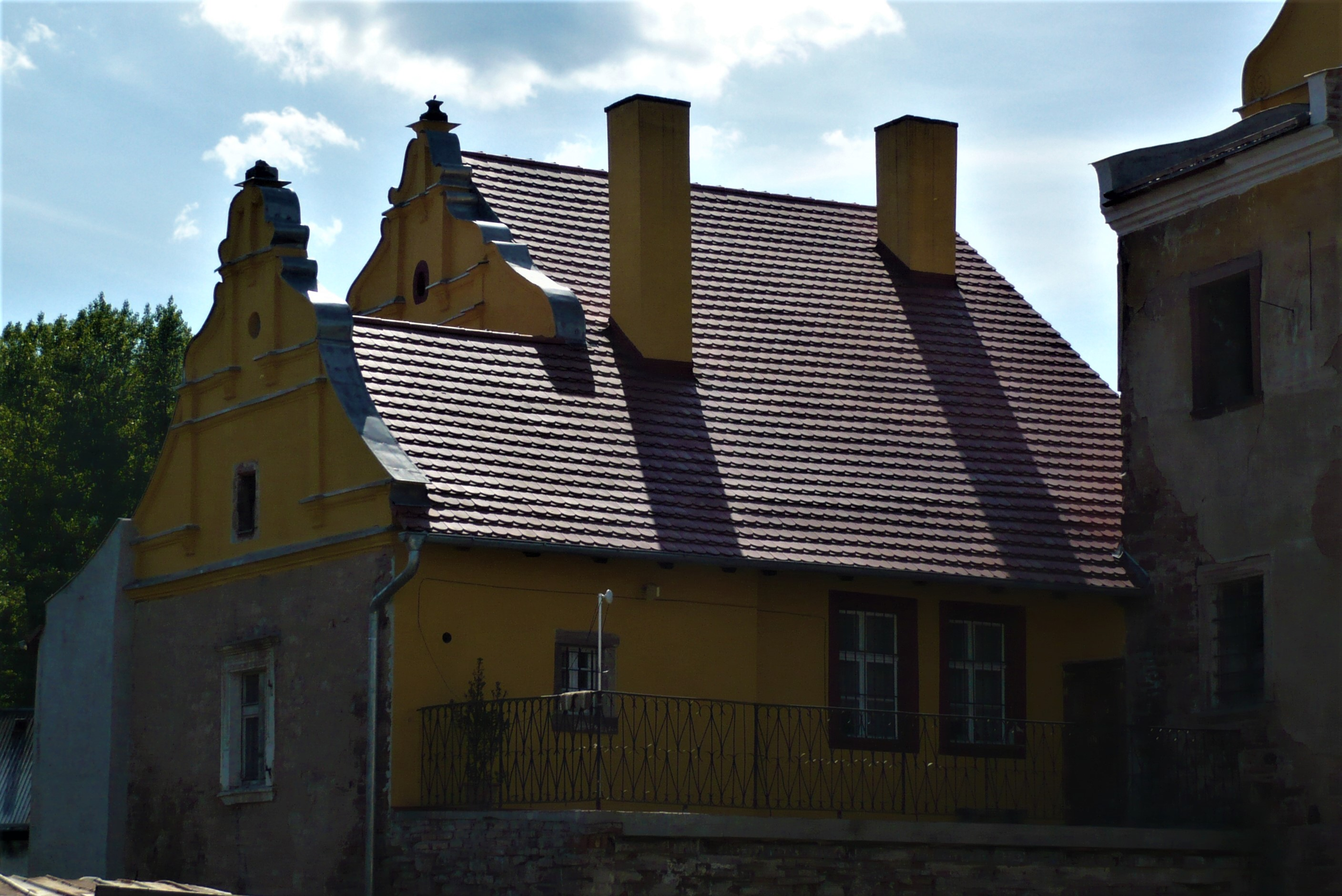
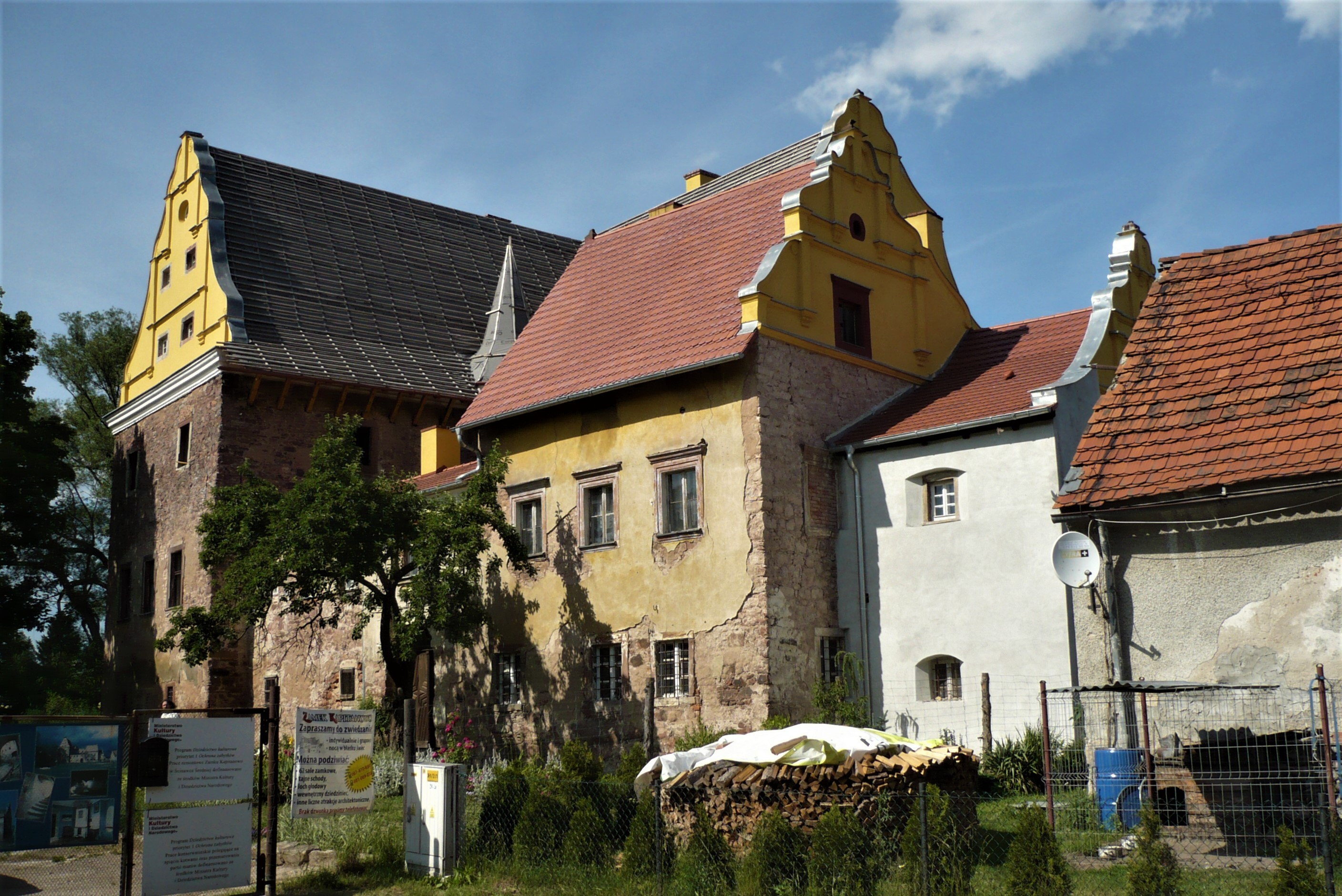
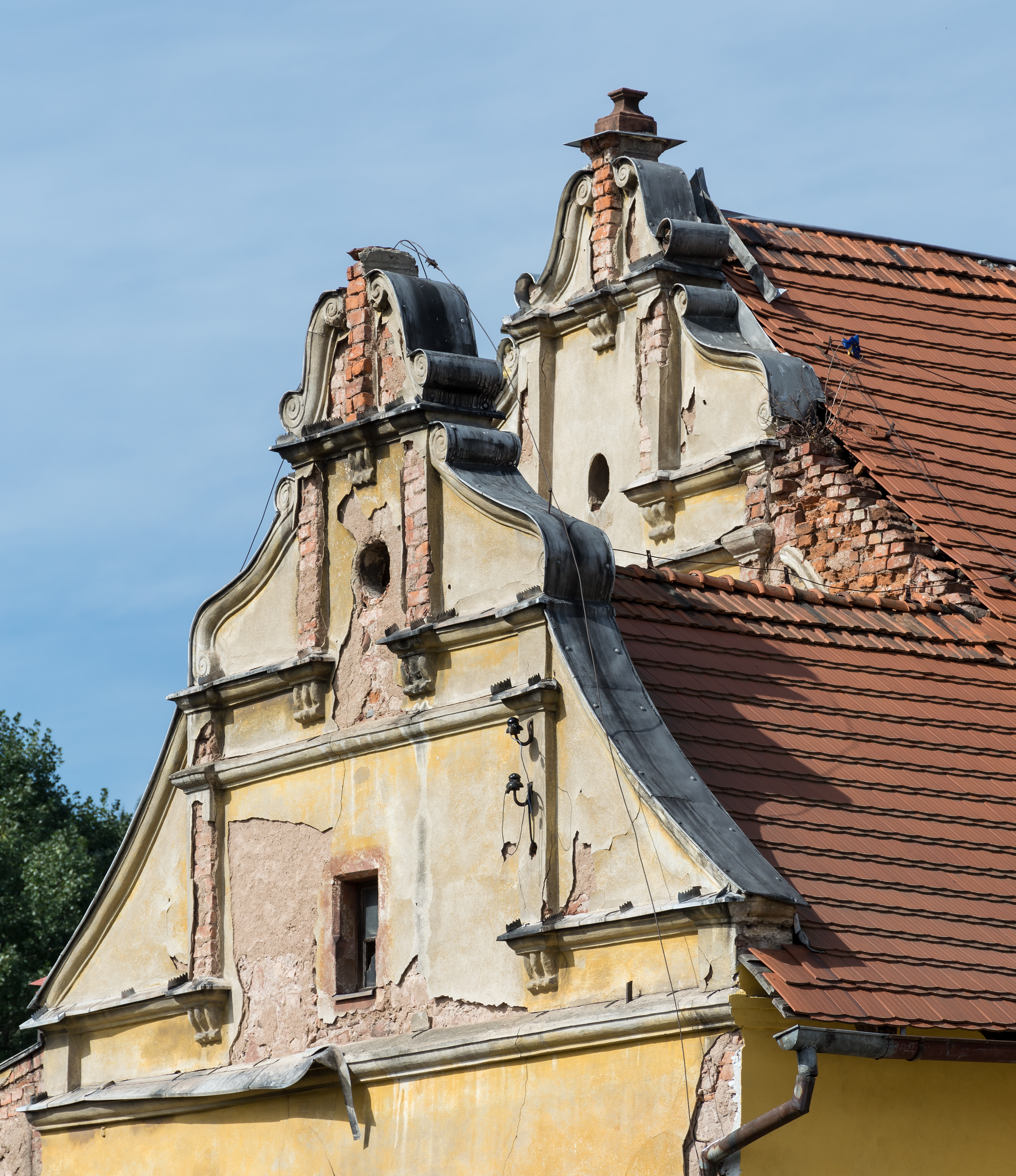
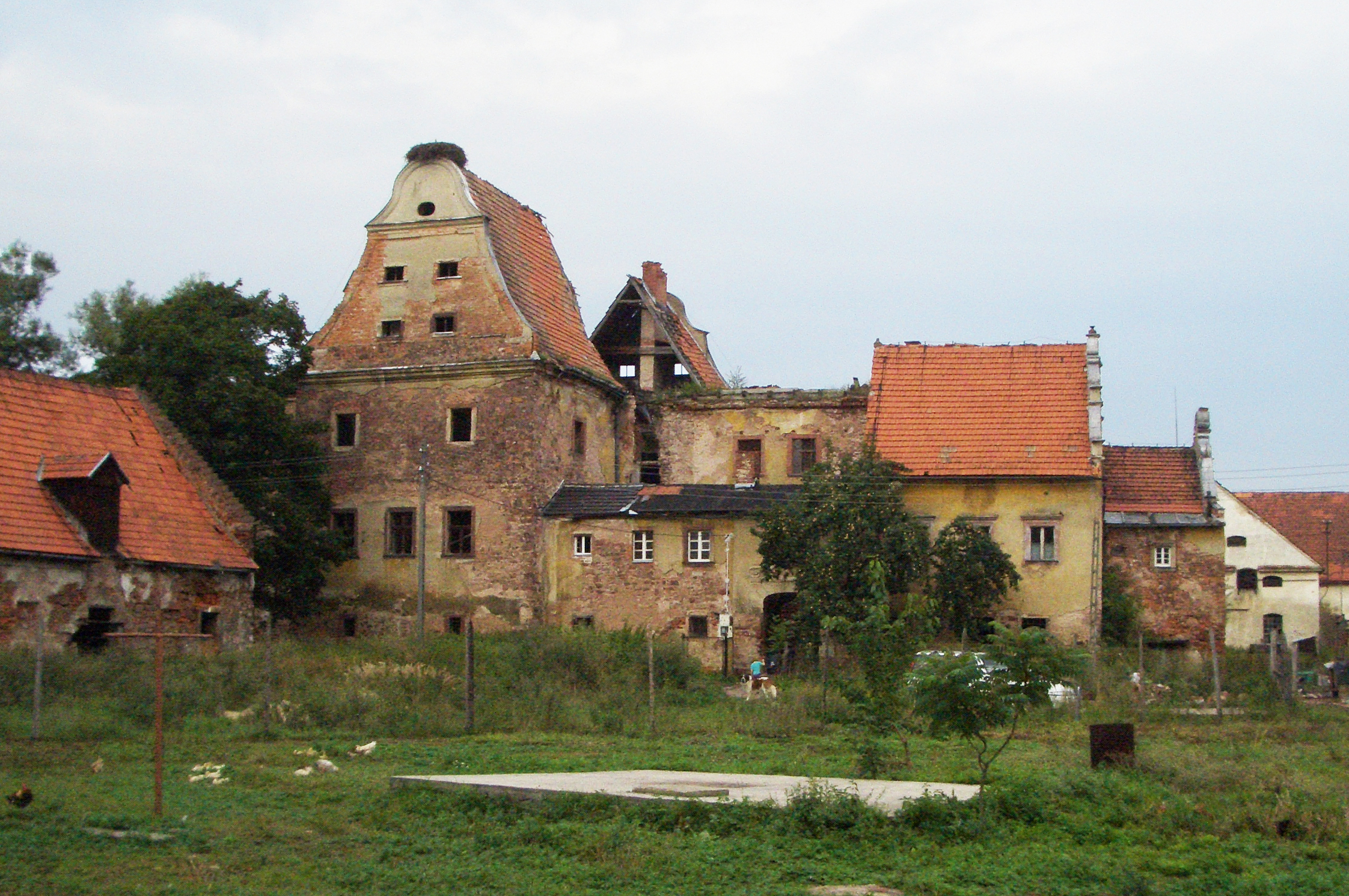